# Нихон Киин

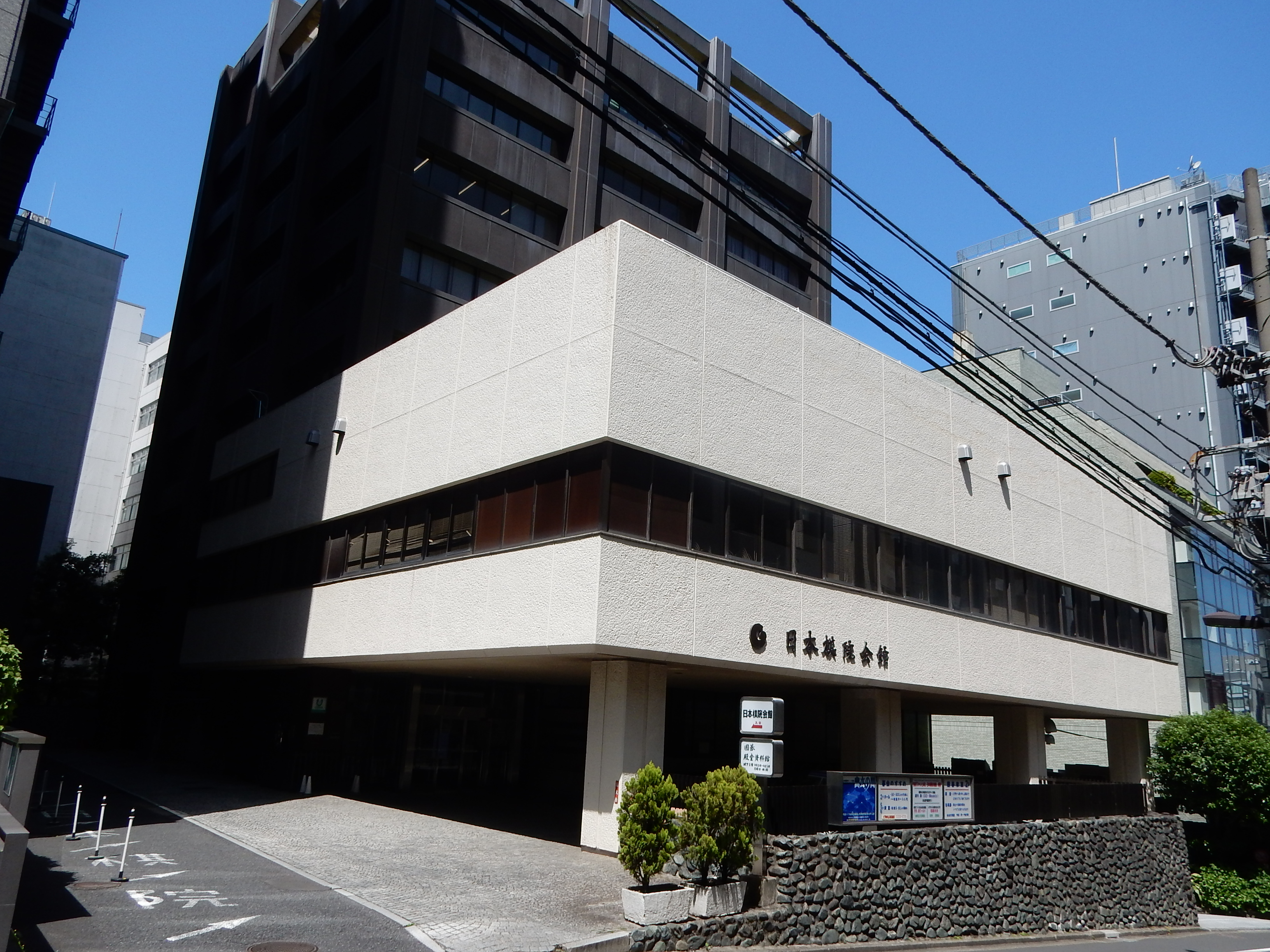
Штаб-квартира Нихон Киин

Нихон Киин (яп. 日本棋院) или Японская Ассоциация Го — одна из двух (наряду с Кансай Киин) японских ассоциаций, объединяющих профессиональных игроков в го. Ведущая профессиональная организация го в Японии. Проводит соревнования, присуждает игрокам профессиональные и любительские ранги.

## Основание
Нихон Киин основана в 1924 году на конференции профессиональных игроков из Токио, Нагойи, Кобэ, Осаки, Киото. Появление организации связано с последствиями землетрясения Канто, в результате которого многочисленные организации го в Токио оказались в плачевном финансовом положении и для выживания вынуждены были объединиться.

## Деятельность
Нихон Киин является крупнейшей профессиональной организацией игроков го в Японии. В настоящее время в ней состоит порядка 400 игроков. Нихон Киин способствовала введению игры с контролем времени, в 1949 году издала (впервые за всю историю японского го) печатные официальные правила го. Нихон Киин проводит турниры среди профессиональных игроков и обладает правом присвоения игрокам квалификационных рангов (данов).
В 1950 году Хасимото Утаро (на тот момент — 8 дан), выйдя из Нихон Киин, основал новую профессиональную ассоциацию Кансай Киин, которая существует до сих пор и ведёт аналогичную деятельность.
Нихон Киин ввела понятие любительских рангов и начала их присвоение игрокам-любителям.
До 2003 года Нихон Киин проводила ежегодный турнир профессионалов Оотэаи, по результатам выступления в котором происходило продвижение игроков в ранге. После того, как турнир, по экономическим причинам, был отменён, присвоение данов производится на основании результатов игры в других турнирах.
Ассоциация основала журнал «Кидо» («Путь го»), специализирующийся на освещении событий в мире го.